# 能和銀行
株式会社能和銀行（のうわぎんこう）は、かつて存在した日本の銀行。
本店は石川県七尾市府中町13番地の2（当時）に存在した。株式会社北國銀行の前身行の1つ。

## 概要
1938年（昭和13年）9月10日、株式会社田鶴浜銀行（本店：鹿島郡和倉町）、株式会社宇出津銀行（本店：鳳至郡宇出津町）、株式会社能登銀行（本店：鹿島郡七尾町）、株式会社能登部銀行（本店：鹿島郡能登部町）、株式会社能州銀行（本店：鹿島郡和倉町）、株式会社穴水銀行（本店：鳳至郡穴水町）、株式会社七尾商工銀行（本店：鹿島郡七尾町）の7行が合併して発足。
第二次世界大戦の戦況悪化に伴い、1943年（昭和18年）12月18日に株式会社加州銀行、株式会社加能合同銀行、株式会社能和銀行の3行が合併し、株式会社北國銀行を設立した。

## 沿革
- 1938年（昭和13年）9月10日 - 田鶴浜銀行、宇出津銀行、能登銀行、能登部銀行、能州銀行、穴水銀行、七尾商工銀行の7行が合併し、能和銀行設立。頭取に西野勇喜智（旧能登銀行頭取）が就任。本店の他に、22支店22出張所を設置。
- 1941年（昭和16年）3月31日 - 西野勇喜智頭取逝去[2]。
- 1941年（昭和16年）9月 - 余喜銀行を買収。
- 1943年（昭和18年）1月4日 - 七塚支店開設[3]。
- 1943年（昭和18年）12月18日 - 加州銀行、加能合同銀行と合併し、北國銀行設立。

## 店舗
※出典
合併時に、旧行の本店、支店、出張所は能和銀行の本店、支店、出張所として引き継がれている。ただし、宇出津銀行1支店（柳田）、能登銀行7支店（宇出津、鵜川、町野、飯田、門前、穴水、輪島）・1出張所（宝立）、穴水銀行1支店（宇出津）・1出張所（松波）、七尾商工銀行1支店（松波）・4出張所（和倉、小木、子浦、飯山）は廃止された。
- 本店 - 七尾市字府中町13番地の2（旧能登銀行本店）

### 金沢市
- 金沢支店 - 金沢市南町40番地（設立時に新設）

### 七尾市
- 本店直轄
  - 七尾西出張所 - 七尾市字一本杉町58番地（旧田鶴浜銀行七尾支店）
  - 和倉出張所 - 七尾市字和倉町ヨ部5番丙地（旧能登銀行本店和倉出張所）
  - 七尾東出張所 - 七尾市字矢田
  - 飯川出張所 - 七尾市字飯川町11番甲地

### 珠洲郡
- 飯田支店 - 珠洲郡飯田町13部9番地（旧宇出津銀行飯田支店）
  - 蛸島出張所 - 珠洲郡蛸島村ナ部44（旧能登銀行蛸島出張所）
- 大谷支店 - 珠洲郡西海村字大谷5字24番地（旧能登銀行大谷支店）
- 宝立支店 - 珠洲郡宝立町字鵜飼2字65番地（旧宇出津銀行宝立支店）
- 松波支店 - 珠洲郡木郎村字松波10字3番甲地（旧能登銀行松波支店、現・北國銀行松波支店）
- 小木支店 - 珠洲郡小木町字小木13字46番地（旧能登銀行小木支店）

### 鳳至郡
- 町野支店（旧） - 鳳至郡町野村字粟蔵ホ部24番地の2（旧宇出津銀行町野支店）
- 町野支店 - 鳳至郡町野町字粟蔵ニ部74の5番地（1940年1月27日移転、旧能登銀行町野支店）[6]
  - 時国出張所 - 鳳至郡町野町字西時国ナ部31番地（旧宇出津銀行時国出張所）
  - 柳田出張所 - 鳳至郡柳田村字柳田仁部75番地（旧能登銀行柳田出張所）
- 宇出津支店 - 鳳至郡宇出津町字宇出津新1字181番地の1（旧宇出津銀行本店）
- 輪島支店- 鳳至郡輪島町字河井町壱部62番地の1（旧七尾商工銀行輪島支店）
  - 馬場出張所 - 鳳至郡輪島町字河井町二部111番地の2（旧穴水銀行輪島支店）
- 鵜川支店 - 鳳至郡鵜川町字鵜川19字21番地（旧宇出津銀行鵜川支店）
- 穴水支店 - 鳳至郡穴水町字大町ニの18番地（旧穴水銀行本店、現・北國銀行穴水支店）
  - 中居出張所 - 鳳至郡住吉村字中居ヲの10番地（旧穴水銀行中居支店）
  - 三井出張所 - 鳳至郡三井村字渡合宗下101番地（旧七尾商工銀行三井出張所）
- 門前支店 - 鳳至郡門前町字清水1の2番地（旧穴水銀行門前支店）
  - 皆月出張所 - 鳳至郡七浦村字皆月ロ18番地（旧能登銀行皆月出張所）
  - 黒島出張所 - 鳳至郡黒島村ロの94番地（旧穴水銀行黒島出張所）
- 剣地支店 - 鳳至郡剣地村字剣地レの137番地（旧能登銀行剣地支店）

### 鹿島郡
- 本店直轄
  - 良川出張所 - 鹿島郡鳥屋町字良川17部6番地（旧能登部銀行鳥屋出張所）
- 田鶴浜支店 - 鹿島郡田鶴浜町字田鶴浜ハ部6番地（旧能州銀行本店）
  - 高階出張所 - 鹿島郡高階村字西三階カ部43番地の2（旧能州銀行高階支店）
  - 金ヶ崎出張所 - 鹿島郡金ヶ崎村字大津マ部44番地の3（旧能州銀行金ヶ崎支店）
- 中島支店 - 鹿島郡中島村字4部31番地甲（旧能登銀行中島支店、現・北國銀行中島支店）
- 越路支店 - 鹿島郡越路町字二宮ソ部84番地乙の2（旧能登部銀行越路支店）
  - 滝尾出張所 - 鹿島郡滝尾村井田44部84番地（旧能登部銀行滝尾出張所）
- 能登部支店 - 鹿島郡能登部町字能登部下97部34番地（旧能登部銀行本店）
  - 御祖出張所 - 鹿島郡御祖村字福田ロの部37番地（旧能登部銀行御祖支店）
- 金丸支店- 鹿島郡金丸村又れノ部36番地の1（設立時に新設）
  - 余喜出張所 - 鹿島郡余喜村字大町ケ部3番地（旧余喜銀行本店）

### 羽咋郡
- 羽咋支店 - 羽咋郡羽咋町コ113番地（旧七尾商工銀行羽咋支店）
  - 北大海出張所 - 羽咋郡北大海村字北川尻ム1番地（旧七尾商工銀行免田出張所）
  - 富永出張所 - 羽咋郡富永村字吉崎イの部40番地（旧七尾商工銀行吉崎出張所）
  - 邑知出張所 - 羽咋郡邑知町字飯山リ141番地（旧能登部銀行飯山支店）
- 志雄支店 - 羽咋郡志雄町字子浦レの222番甲地（旧能登銀行志雄支店）
  - 今浜出張所 - 羽咋郡末森村字今浜ヨ部66番地（旧能登銀行志雄支店今浜出張所）
- 高浜支店 - 羽咋郡高浜町字高浜二の2番地（旧能登銀行高浜支店）
  - 上熊野出張所 - 羽咋郡上熊野村字釈迦堂ケ部7番地（旧田鶴浜銀行上熊野支店）
- 富来支店 - 羽咋郡富来町字地頭町8の176番地の甲（旧能登銀行富来支店、現・北國銀行富来支店）
  - 西海出張所 - 羽咋郡西海村字風無トの部99番地（旧能登銀行富来支店西海出張所）
- （田鶴浜支店）
  - 土田出張所 - 羽咋郡土田村字代田イ部33番地（旧能州銀行土田支店）

### 河北郡
- 七塚支店 - 河北郡七塚町木津ホ4番地（1943年1月開設）